# 藤崎剛
藤崎 剛（ふじさき ごう、1997年6月2日 - ）は、日本の元子役である。
千葉県出身。血液型はA型。かつてはムーン・ザ・チャイルドに所属していた。弟は子役の藤崎直。

## 出演

### テレビドラマ
- NHK大河ドラマ 篤姫（2008年、NHK）島津忠冬 役

### 映画
- ゆれる（2006年）早川稔（幼少） 役

### CM
- 山万 ユーカリが丘（2005年）
- 日立 つくろうキャンペーン（2005年）
- イオン 浴衣（2006年）
- 浜松天王温泉 オー風る（オーフル）（2006年 - 2007年）
- 三菱 デリカD:5（2007年）
- サントリー ボス（2007年）

### プロモーションビデオ
- 浜崎あゆみ HEAVEN